# 15-Euro-Münze
15-Euro-Münzen werden von mehreren europäischen Ländern herausgegeben. Die folgende Auflistung führt zu den entsprechenden Ausgabeländern und deren Sammlermünzen-Editionen:
- 15-Euro-Münze (Estland), siehe Estnische Euromünzen #Sammlermünzen
- 15-Euro-Münze (Frankreich), siehe Französische Euromünzen #15 Euro
- 15-Euro-Münze (Irland), siehe Irische Euromünzen #Sammlermünzen
- 15-Euro-Münze (Luxemburg), siehe Luxemburgische Euromünzen #Sammlermünzen
- 15-Euro-Münze (Malta), siehe Maltesische Euromünzen #Sammlermünzen